# Canal Martínez
El canal Martínez  está situado en el océano Pacífico en la región austral de Chile, al sur del golfo de Penas. Es uno de los canales patagónicos principales de la Patagonia chilena y da acceso a caleta Tortel uno de los cuatro puntos habitados del área de los canales patagónicos.
Administrativamente pertenece a la provincia Capitán Prat de la Región de Aysén.
Desde hace aproximadamente 6000 años sus costas fueron habitadas por indígenas cazadores recolectores. En el último milenio vivieron allí los kawésqar, a comienzos del siglo XXI casi desaparecidos como pueblo a causa de la aculturación y el genocidio causado por los colonizadores.

## Inicio y término
| [[File:47°S-MP0001274.pdf\|1000px\|alt={{{Alt\|]] | [[File:47°S-MP0001223.pdf\|1000px\|alt={{{Alt\|]] |
| Mapas de la zona publicados por el Instituto Geográfico Militar (Chile) en 1953 con una escala de 1:250000. Se aprecia el ventisquero, el río y el fiordo Steffen. |                                                   |

Su entrada occidental queda en 47°49′00″S 74°30′000″O / -47.81667, -74.50000 entre los islotes Boers por el norte y la punta Jilguero de la isla Vicente por el sur. El canal termina en la desembocadura del río Baker en 47°48′00″S 73°39′30″O / -47.80000, -73.65833. Su curso inicial tiene dirección NE por unas 4 millas y luego es sinuoso pero con dirección general hacia el este. El largo total es de aproximadamente 60 millas marinas y corre entre la costa continental por el lado norte y las islas Vicente y Merino Jarpa por el sur. El ancho en casi toda su longitud es de una milla, excepto en el paso Termópilas en que disminuye a 275 metros y en su extremo oriental en que aumenta a unas 4 millas de ancho.

## Orografía
La isla Vicente es alta y pequeña.
La isla Merino Jarpa es la más grande de las islas del seno Baker. Tiene cerros de hasta 1.093 metros de altura. Su costa es acantilada y profunda. En la costa continental hay algunos puertos y cerros de hasta 1.344 metros.

## Corrientes de marea
En el paso Termópilas la corriente de marea tiene una intensidad máxima de 4 nudos.

## Señalización marítima
No hay señales de ayuda a la navegación. El canal es profundo y el único cuidado para su navegación es el paso Termópilas. Debe mantenerse atención a los troncos que arrastran hasta el mar las crecidas del río baker.